# Drago Babnik
Drago Babnik, slovenski strokovnjak za prehrano živali, * 2. april 1958, Ljubljana.

## Življenje in delo
Diplomiral je 1983 na ljubljanski Biotehniški fakulteti ter 1992 doktoriral na zagrebški Agronomski fakulteti. Strokovno se je izpopolnjeval v Švici. Po diplomi 1983 se je zaposlil na Kmetijskem inštitutu Slovenije v Ljubljani, od 1997 kot predstojnik oddelka za živinorejo in od 1998 kot znanstveni svetnik. V raziskovalnem delu med drugim preučuje beljakovinsko in energijsko vrednost voluminozne krme ter razne vplive na hranilno vrednost pridelkov iz naravnega travinja. Objavil je več znanstvenih in strokovnih člankov.